# Partit Nova Turquia
El Partit Nova Turquia (turc) Yeni Türkiye Partisi, YTP) fou un partit polític de Turquia fundat el 2002 en una crisi de lideratge del Partit Democràtic d'Esquerra, aleshores en un govern de coalició. L'estat de salut de Bülent Ecevit, primer ministre de Turquia i líder del partit, provocà rumors que el seu viceprimer ministre i ministre d'Estat, Hüsamettin Özkan, estava conspirant per a substituir-lo. Com a resultat Özkan es va veure obligat a dimitir. Tanmateix, gairebé la meitat dels parlamentaris del DSP el va seguir incloent Ismail Cem, ministre d'afers exteriors. Özkan, Cem i Kemal Derviş, ministre d'Estat encarregat de l'economia i ex vicepresident del Banc Mundial, va decidir establir un nou partit socialdemòcrata. Cem va esdevenir el líder del partit.
El nou partit va ser rebut calorosament per l'opinió pública. La majoria dels electors eren crítics amb el govern a causa de la crisi econòmica de 2000 i 2001, així com per la mala salut d'Ecevit. No obstant això, les coses van començar a sortir-li malament al YTP i va mostrar signes de debilitat d'organització. D'altra banda, Derviş va canviar de parer i es va unir a les Partit Republicà del Poble (CHP). Com a resultat, a les eleccions legislatives turques de 2002 només va rebre l'1,2% dels vots i un 0,32% a les eleccions locals de març de 2004. L'octubre de 2004, el YTP es va fusionar amb el Partit Republicà del Poble (CHP).